# Babett Edelmann-Singer
Babett Edelmann-Singer, geborene Edelmann (* 21. November 1975), ist eine deutsche Althistorikerin.

## Laufbahn
Von 1994 bis 1999 absolvierte Edelmann-Singer ein Lehramtsstudium für Germanistik und Geschichte an den Universitäten Regensburg und Leicester, das sie mit dem Ersten Staatsexamen abschloss. Es folgte ein Promotionsstudium in Alter Geschichte in Regensburg, gefördert von der Studienstiftung des deutschen Volkes. 2005 wurde Edelmann-Singer bei Peter Herz mit einer Arbeit über „Religiöse Herrschaftslegitimation in der Antike“ promoviert und legte zeitgleich ihr Zweites Staatsexamen ab. Von 2005 bis 2013 war sie Akademische Rätin an der Universität Regensburg, nach der 2013 erfolgten Habilitation mit einer Arbeit zu den „Provinziallandtagen“ der römischen Kaiserzeit Akademische Oberrätin. Von 2014 bis 2015 und von 2017 bis 2018 war sie Vertretungsprofessorin für Alte Geschichte an der Universität Regensburg, von 2015 bis 2016 vertrat sie den Lehrstuhl von Hans-Ulrich Wiemer an der Universität Erlangen-Nürnberg.
2018 wurde Babett Edelmann-Singer in das Heisenberg-Programm der Deutschen Forschungsgemeinschaft (DFG) aufgenommen und wechselte an die LMU München, wo sie von 2018 bis 2022 Inhaberin einer Heisenberg-Stelle bei Martin Zimmermann am Lehrstuhl für Alte Geschichte war. Von 2020 bis 2021 vertrat sie diesen Lehrstuhl. Im Sommersemester 2021 war sie Gastprofessorin im SFB 933 an der Universität Heidelberg 2022 wechselte sie mit der Heisenberg-Stelle zu Rene Pfeilschifter an die Universität Würzburg. Seit April 2023 vertrat Edelmann-Singer die W3-Professur für Alte Geschichte an der FU Berlin, ehe sie zum 1. Oktober 2023 ebendort zur Universitätsprofessorin berufen wurde.
Babett Edelmann-Singer forscht zur politischen Geschichte und Kulturgeschichte der Frühen Kaiserzeit, zur Geschichte der römischen Provinzen in Republik und Kaiserzeit, zu materieller Kultur und Herrschaft in antiken Kulturen sowie zu Religionsgeschichte und Herrscherkult.

## Publikationen (Auswahl)
Monographien
- Religiöse Herrschaftslegitimation in der Antike. Die religiöse Legitimation orientalisch-ägyptischer und griechisch-hellenistischer Herrscher im Vergleich. St. Katharinen 2007, ISBN 3-89590-178-4.
- Koina und Concilia. Genese, Organisation und sozioökonomische Funktion der Provinziallandtage im römischen Reich. Stuttgart 2015, ISBN 3-515-11100-X.
- Das Römische Reich von Tiberius bis Nero (14–68 n.Chr.). Darmstadt 2017, ISBN 3-534-26876-8.

Als Herausgeberin
- mit Heinrich Konen: Salutationes – Beiträge zur Alten Geschichte und Ihrer Diskussion. Festschrift für Peter Herz zum 65. Geburtstag (= Region im Umbruch. Band 9). Frank & Timme, Berlin 2013.
- mit Tobias Nicklas, Janet E. Spittler, Luigi Walt: Sceptic and Believer in Ancient Mediterranean Religions (= Wissenschaftliche Untersuchungen zum Neuen Testament. Band 443). Mohr Siebeck, Tübingen 2020.
- mit Susanne Ehrich: Sprechende Objekte. Materielle Kultur und Stadt zwischen Antike und Früher Neuzeit (= Forum Mittelalter. Studien. Band 17). Schnell & Steiner, Regensburg 2021.